# سيمون كوفيني
سيمون كوفي (بالأيرلندية: Síomón Ó Cómhanaigh ) (و. 1972  م) هو سياسي، وفلاح أيرلندي، ولد في كورك، هو عضوٌ في فاين جايل.

## مناصب
تولى منصب تانيست (منذ 30 نوفمبر 2017)
- وزير الخارجية والتجارة  [لغات أخرى]‏ (منذ 14 يونيو 2017)
- Minister for Housing, Local Government and Heritage [الإنجليزية]‏ (6 مايو 2016–14 يوليو 2017)
- نائب دييل (منذ 10 مارس 2016)
- وزير الدفاع [الإنجليزية]‏ (11 يوليو 2014–6 مايو 2016)
- وزير الزراعة والغذاء والملاحة [الإنجليزية]‏ (9 مارس 2011–6 مايو 2016)
- نائب دييل (9 مارس 2011–3 فبراير 2016)
- نائب دييل (14 يونيو 2007–1 فبراير 2011)[1]
- عضو في البرلمان الأوروبي (20 يوليو 2004–24 يونيو 2007)
- نائب دييل (6 يونيو 2002–26 أبريل 2007)[1]
- نائب دييل (23 أكتوبر 1998–25 أبريل 2002).[1]

## التعليم
تعلم في كلية كورك الجامعية، وRoyal Agricultural University ‏.